# Pierre Bernard d'Héry
Pierre Bernard d'Héry, né le 3 juillet 1755 à Héry (Yonne) et mort le 23 avril 1833 à Sens (Yonne), était un homme politique français.

## Biographie
Pierre Bernard d'Héry est le fils de Jean Baptiste Bernard, contrôleur des actes du bureau d’Héry, et de Françoise Claudine Esmée Chamereau.
Il a été député de l'Yonne à l'Assemblée nationale législative (majorité réformatrice) du 2 septembre 1791 au 20 septembre 1792.
Nommé conseiller de préfecture du département de l’Yonne le 30 mars 1800, il a été fait chevalier de l’ordre royal de la Légion d’honneur le 1er mai 1821.